# Fregona
Fregona település Olaszországban, Veneto régióban, Treviso megyében. Lakosainak száma 2768 fő (2023. január 1.). Fregona Caneva, Cappella Maggiore, Alpago, Tambre, Cordignano, Sarmede és Vittorio Veneto községekkel határos.

## Népesség
A település népességének változása:
| Lakosok száma | 2987 | 2970 | 2768 |
|               | 2017 | 2018 | 2023 |

## Testvérvárosok
- Seyssel , Franciaország